# Mikołaj VI (patriarcha Aleksandrii)
Mikołaj VI, imię świeckie Georg Antoniou Varelopoulos (ur. 1915, zm. 9 lipca 1986 w Moskwie) – prawosławny patriarcha Aleksandrii od 1968 do 1986. 

## Życiorys
Studiował teologię w szkole na wyspie Chalki. Został zaproszony do Aleksandrii przez patriarchę Mikołaja V. Pełnił funkcję rektora kościoła św. Mikołaja i sanktuarium jako administrator świątyni Świętych Konstantyna i Heleny w Kairze. W 1953 stał się patriarchalnym komisarzem w Casablance. W 1958 udał się do Addis Abeby, gdzie pracował do 25 stycznia 1959. W dniu 10 maja 1968, po dwóch latach  wakatu został wybrany patriarchą Aleksandrii. 
Odznaczony przez państwo greckie  Wielkim Krzyżem z Phoenix. Znał biegle turecki, francuski, angielski, arabski i suahili. Pochowany został w klasztorze Agios Georgios w Kairze.